# Dragash

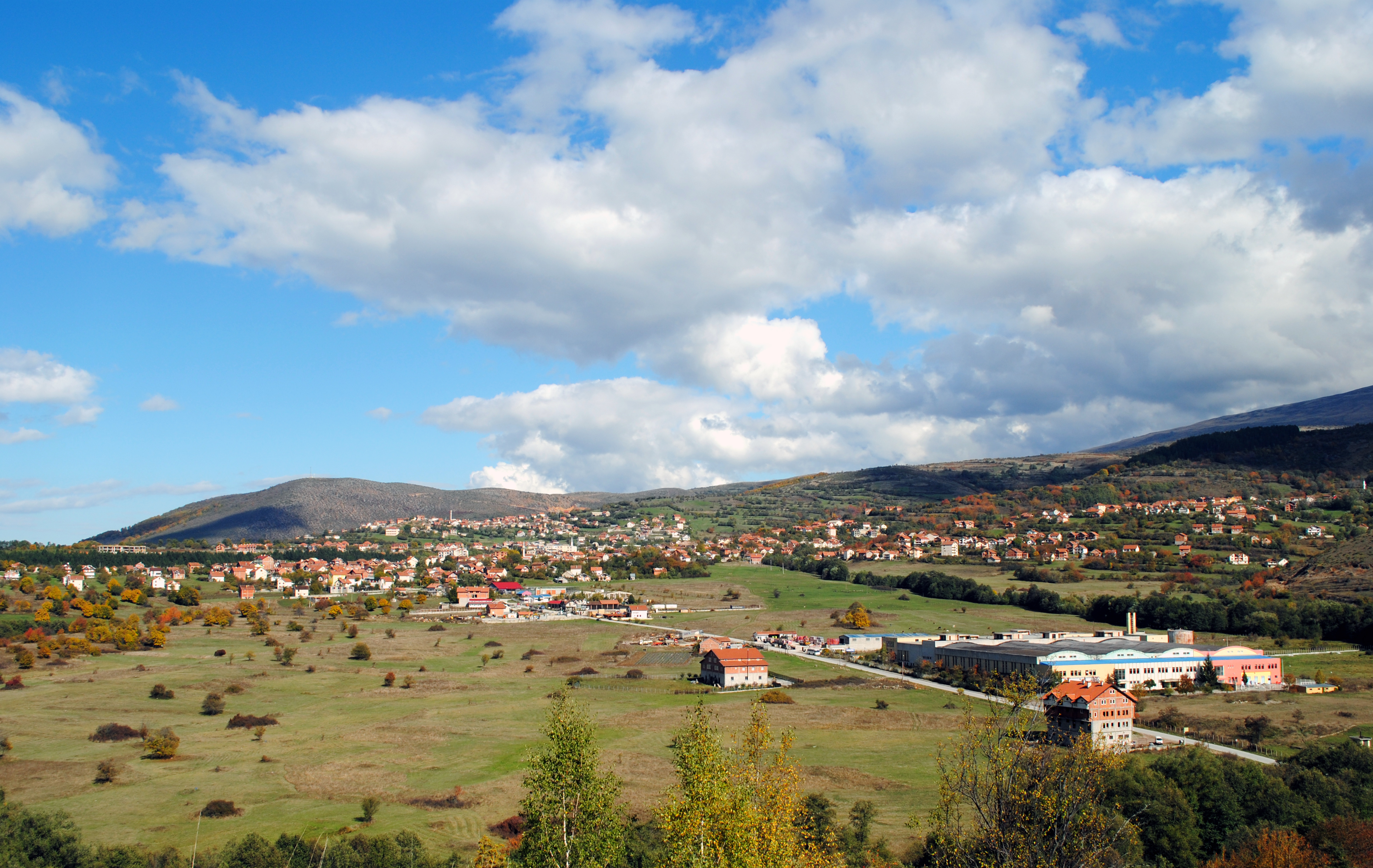
Vista de Dragaš, Dragash.

Dragash (en albanès Dragash o Sharri; en serbi Драгаш) és una ciutat situada al sud de Kosovo, i és el centre 
administratiu del Municipi de Dragash. El municipi de Dragash fou creat a partir de la fusió de dos antics municipis anomenats Gora i Opolje.
Tot el territori es troba envoltat per la serralada de Sharri, la Muntanya de Koritniku, la muntanya Gjalic i Cylen en direcció a Prizren. Només una part del territori en direcció a Prizren és muntanyosa. El municipi només té comunicació amb la conca de Prizren i a través de Prizren amb el món.